# نیکول گارسیا
نیکول گارسیا (فرانسوی: Nicole Garcia‎؛ زادهٔ ۲۲ آوریل ۱۹۴۶) هنرپیشه و کارگردان اهل فرانسه است. وی از سال ۱۹۶۷ میلادی تاکنون مشغول فعالیت بوده‌است. از فیلم‌های او می‌توان به پروانه روی شانه، یکی و دیگری، روز آخر، رفتن به جنوب، نیمکت‌های پارک، فکر می‌کنی من کی هستم و  یک صبح خوب اشاره کرد.